# 1938 en Colombie-Britannique
Chronologie de la Colombie-Britannique
- 1934
- 1935
- 1936
- 1937
- 1938
- 1939
- 1940
- 1941
- 1942

Cette page concerne des événements qui se sont produits durant l'année 1938 dans la province canadienne de Colombie-Britannique.

## Politique
- Premier ministre : Thomas Dufferin Pattullo .
- Chef de l'Opposition : Frank Porter Patterson du Parti conservateur de la Colombie-Britannique puis Royal Lethington Maitland également du Parti Conservateur
- Lieutenant-gouverneur : Eric Werge Hamber
- Législature :

## Événements

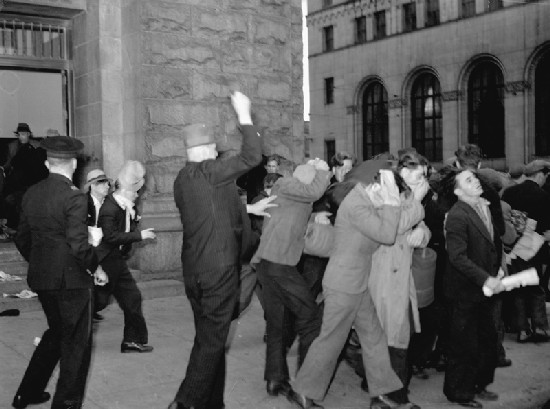
La police évince les manifestants du bureau de poste de Vancouver

- 19 juin : Bloody Sunday. Les émeutes du bureau de poste de Vancouver sont réprimés par la police montée.

## Naissances
- 26 mars à Victoria (Colombie-Britannique) : William Douglas Stewart (décédé le 2 mars 2018), homme politique fédéral canadien de Colombie-Britannique.